# Beta Ursae Minoris
Beta Ursae Minoris (β Ursae Minoris / β UMi, ), cu numele tradițional Kochab, este o stea situată în constelația Ursa Mică. Este a doua stea cea mai strălucitoare din această constelație, de unde denumirea Beta Ursae Minoris, potrivit denumirii Bayer, și cea de-a 56-a stea cea mai strălucitoare de pe cerul nocturn, cu o magnitudine aparentă de +2,08.
Radiantul Ursidelor este situat în apropierea acestei stele.

## Denumire
Originea numelui tradițional Kochab ar fi în ebraică כוכב kokhav „stea” sau în arabă كوكب kaokhab „stea”/„planetă”, prescurtare pentru الكوكب الشمالي al kaokhab al seemali, „Steaua Nordului” (Kochab fiind steaua polară între 1500 î.Hr. și 500 d.Hr.).
Kochab formează împreună cu steaua Gamma Ursae Minoris (Pherkad) un mic asterism denumit Paznicii Polului (nord).
În 2016, Uniunea Astronomică Internațională a organizat un Grup de lucru privind numele stelelor (WGSN) pentru a cataloga și a standardiza numele proprii pentru stele. Primul buletin al WGSN din iulie 2016  a inclus un tabel al primelor două loturi de nume aprobate de WGSN, care a inclus Kochab pentru această stea.

## Caracteristici
Kochab este o stea gigantă (clasa de luminozitate III) orange (tip spectral K4) în vârstă de circa trei miliarde de ani (2,95 ± 1,03×10<exp>9</exp> ani).

## Sistem planetar
Beta Ursae Minoris este obiect primar al unui sistem planetar al cărui unic obiect secundar cunoscut este Beta Ursae Minoris b, o planetă confirmată. 

Beta Ursae Minoris b a fost detectată prin metoda vitezelor radiale. Descoperirea sa a fost anunțată în 2014. 

Cu o masă minimă de circa șase ori cea a lui Jupiter (6,1 ± 1,0 MJ), ea se rotește în jurul stelei Beta Ursae Minoris în circa 522 de zile terestre (522,3 ± 2,7 zile).